# Atletismo nos Jogos Pan-Americanos de 1963 - Revezamento 4x100 m feminino
A prova do revezamento 4x100 m feminino nos Jogos Pan-Americanos de 1963 foi realizada em São Paulo, Brasil.

## Medalhistas
| Ouro                                                                    | Prata                                                                   | Bronze                                                                          |
| USA Estados Unidos Marilyn White Vivian Brown Willye White Norma Harris | CUB Cuba Fulgencia Romay Miguelina Cobián Irene Martínez Nereida Borges | BRA Brasil Leontina Santos Érica Lopes da Silva Edir Braga Ribeiro Inês Pimenta |

### Final
| Posição           | Nação              | Nomes                                                                   | Tempo | Notas |
| ----------------- | ------------------ | ----------------------------------------------------------------------- | ----- | ----- |
| Medalha de ouro   | USA Estados Unidos | Marilyn White, Vivian Brown, Willye White, Norma Harris                 | 45.72 |       |
| Medalha de prata  | CUB Cuba           | Fulgencia Romay, Miguelina Cobián, Irene Martínez, Nereida Borges       | 46.44 |       |
| Medalha de bronze | BRA Brasil         | Leontina Santos, Érica Lopes da Silva, Edir Braga Ribeiro, Inês Pimenta | 48.18 |       |
| 4                 | PAN Panamá         |                                                                         | 48.31 |       |